# Всемирные службы образования
Всемирные службы образования (ВСО; англ. World Education Services, WES) — некоммерческая организация, которая проводит оценку дипломов для иностранных студентов и иммигрантов, планирующих учиться или работать в США и Канаде. Компания основана в 1974 году и имеет штаб-квартиру в Нью-Йорке, США, а также офис в Торонто, Канада.
ВСО ежегодно оценивает более 200 000 учётных данных, которые автоматически аутентифицируют и определяют иностранное образование в терминах США или Канады. ВСО сообщают, что её аттестационные оценки необязательны.
Собственная база данных содержит информацию об академических сертификатах более чем 200 стран, 45 000 зарубежных учебных заведений и 20 000 академических дипломов. Однако формальных соглашений с образовательными системами какой-либо страны у ВСО нет, а хранящиеся сертификаты добровольно предоставляются кандидатами и используются для сторонних нужд.
ВСО аккредитованы и являются учредителем Национальной ассоциации служб аттестации (NACES) и Альянса служб аттестации Канады (ACESC). На веб-сайте Министерства образования США перечислены NACES и AICE (Расширенный международный сертификат об образовании) с оговоркой о том, что включение этих организаций в список не является одобрением.